# Eugène Lafleur
Pour les articles homonymes, voir Lafleur.
Eugène Lafleur (12 avril 1856, Longueuil, Canada-Est, Province du Canada - 29 avril 1930, Ottawa, Ontario, Canada) est un avocat, juriste, enseignant et auteur québécois. Il a été bâtonnier du Québec. Eugène Lafleur est considéré comme l'un des meilleurs juristes de sa génération au Canada et l'un des avocats les plus réputés d'Amérique du Nord,,,,,. 

## Origine et formation

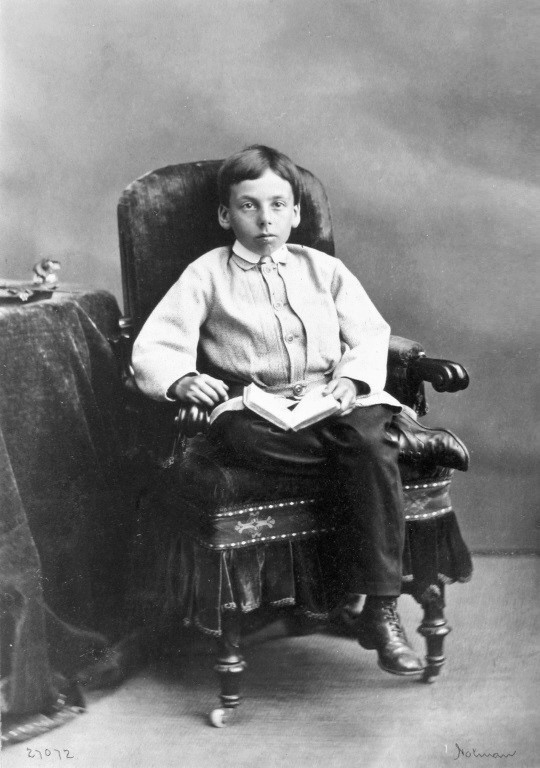
Eugène Lafleur, 1867.

Eugène Lafleur est le fils de Théodore Lafleur, un révérend baptiste, et d'Adèle Henriette Élisabeth Voruz, originaire de la Suisse,,. La fratrie d'Eugène Lafleur est constitué de cinq autres frères et sœurs : Marie Dunkin, Alice Blanche, Hélène Adèle, Paul Théodore et Henri Amédée. La mort combinée de Marie Dunkin en bas âge et d'Alice Blanche au début de sa vingtaine ont fait d'Eugène Lafleur l'aîné de sa famille à dix-neuf ans.
Après avoir passé quelques années à Longueuil, Théodore Lafleur emmène sa famille avec lui lorsqu'il part pour les Cantons-de-l'Est, où il participe activement à la Mission de la Grande-Ligne (aujourd'hui Fellar Institute) et où Eugène reçoit ses premières classes,. En 1870, lorsqu'Eugène a quatorze ans, la famille Lafleur s'installe à Montréal,. C'est à Montréal qu'Eugène Lafleur entreprend ses études classiques en 1870 à la High School of Montreal, où il devient notamment « head boy » de l'école,,. Il s'inscrit par la suite à l'Université McGill où il obtient d'abord un baccalauréat ès arts en 1877, puis un diplôme en droit civil en 1880,. Eugène Lafleur est admis au sein du Barreau du Québec en 1881.
Bien qu'ayant grandi dans une maisonnée anglophone, Eugène Lafleur s'exprime aussi bien en anglais qu'en français.

## Carrière professionnelle
Eugène Lafleur est d'abord employé auprès du réputé avocat John Sprott Archibald, futur juge à la Cour du banc de la reine, de 1881 à 1884,,,. Par la suite, en 1884, Lafleur forme un partenariat avec un autre avocat dénommé Witherspoon, auquel un autre avocat du nom de Heneker se joint, et forment ensemble l'étude Witherspoon, Lafleur & Heneker, qui ne dure que brièvement,,,. En 1885, Eugène Lafleur travaille pendant quelque temps au sein de la firme d'avocats McCarthy Tétrault. De 1887 à 1894, Eugène Lafleur pratique le droit seul, au terme de quoi il entre dans un très bref partenariat avec Norman T. Rielle, un avocat de Montréal, le cabinet Lafleur & Rielle,.
En 1889-1890, Eugène Lafleur est employé par son alma mater, l'Université McGill, et y enseigne le droit international de 1890 à 1908,,,.

En 1894, Eugène Lafleur forme un nouveau partenariat avec Gordon Walters MacDougall, fraîchement admis au Barreau du Québec,. Deux autres avocats, Lawrence Macfarlane et Charles A. Pope, se joignent rapidement aux deux associés et ils forment ensemble le cabinet d'avocats Lafleur, MacDougall, Macfarlane & Pope, installé au sein d'un building de la Banque de Québec à Montréal, puis dans un bureau de la Royal Trust Company (en), de la même ville,. De 1894 à 1897, Eugène Lafleur est membre du conseil du Barreau du Québec. Il est créé conseiller de la reine en 1899,.

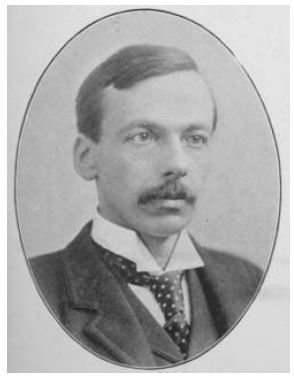
Eugène Lafleur, 1902.

En mai 1905, Eugène Lafleur est élu bâtonnier du Barreau de Montréal. La même année, toujours en mai, Eugène Lafleur est également nommé bâtonnier du Québec pour le bâtonnat de 1905-1906.
Le 31 décembre 1910, Eugène Lafleur reçoit une invitation pour présider une commission d'arbitrage internationale (International Boundary and Water Commission (en)) censé mettre un terme à une dispute frontalière qui oppose les gouvernements américains et mexicains,,. Cette dispute frontalière, dite Chamizal dispute, concerne une parcelle de territoire d'une aire de 2,4 km2 appelé Chamizal entre les villes d'El Paso et Ciudad Juárez,. Bien que la commission d'arbitrage ait penché en faveur du Mexique et qu'une résolution fut adoptée, le conflit ne sera officiellement résolu que cinquante ans plus tard par la signature d'un traité le 14 janvier 1963,,.
L'année 1921 marque l'année de sa retraite de l'enseignement. L'Université McGill lui octroiera un doctorat honorifique en droit en octobre de la même année. Il reste professeur émérite en droit de l'institution universitaire jusqu'en 1929,.
Eugène Lafleur militait pour le droit des femmes, particulièrement en ce qui avait trait à leur admissibilité au Barreau. En 1929, Lafleur concluait devant le conseil du Barreau du Québec que les femmes étaient admissibles à pratiquer le droit comme les hommes, mais cette requête n'aura pas de suite. En 1930, Lafleur représente la Ligue des droits de la femme lors de la Commission des droits civils de la Femme, présidé par le juge Charles-Édouard Dorion.
Au terme de sa carrière, Eugène Lafleur a cumulé près de 300 apparitions devant la Cour suprême du Canada, et a plaidé au moins 30 causes devant le Conseil privé de Londres. Préférant le métier et le salaire d'avocat, Eugène Lafleur a refusé de siéger et à la Cour supérieure du Québec et à la Cour suprême du Canada. Il est répertorié qu'en une seule session de la Cour surprême du Canada, Eugène Lafleur était attitré à vingt-et-une causes. Au cours de sa vie professionnelle, Eugène Lafleur a aussi été le gouverneur de l'Hôpital général de Montréal et le gouverneur de la Fraser Institute de Montréal (à ne pas confondre avec l'actuel Institut Fraser de Vancouver).
Pendant les vingt dernières années de sa vie, Eugène Lafleur est le « maître incontesté de la profession juridique au Canada ».

## Vie privée et décès
Le 16 mars 1896, à Genève, Eugène Lafleur épouse Marie-Alice Voruz, sa cousine germaine,. Le couple a deux fils, Maurice Théodore et Gilbert Thomas, ainsi que deux filles, dont l'une se nomme Violette Lafleur,.
En 1903, Eugène Lafleur engage les architectes Edward Maxwell et William Sutherland Maxwell pour construire sa résidence urbaine en plein centre-ville de Montréal,. Cette résidence, longtemps connu sous le nom de Maison Eugène-Lafleur, est aujourd'hui rattaché à l'Université McGill et est devenu le Centre Newman, un endroit de réunion pour les étudiants catholiques de McGill. En 1913, Eugène Lafleur engage à nouveau les services des frères Maxwell afin de construire ce qui deviendra Forest Manor, la résidence d'été de la famille Lafleur à Hudson Heights, qui se trouve aujourd'hui à Saint-Lazare,. Le bâtiment est achevé en 1916.
Eugène Lafleur a fait partie de nombreux clubs au fil de sa vie : l'Alliance française, Club Mont-Royal, Club St. James, Club Laurentien, Club Rideau (Ottawa), Club de chasse et Club de polo,,. Il a été président du University Club de Montréal de 1922 à 1923,.
Au cours de sa vie adulte, Eugène Lafleur s'est converti à l'anglicanisme,. Il était aussi bossu.

À la fin du mois d'avril 1930, Eugène Lafleur est à Ottawa pour mener une plaidoirie devant la Cour suprême du Canada,. En chemin, il attrape un rhume, qui finit par dégénérer en pneumonie,. Eugène Lafleur décède le 29 avril 1930 dans sa chambre de l'Hôtel Laurier, à Ottawa, deux semaines après son soixante-quatorzième anniversaire de naissance. La veille, le journal Le Devoir assurait que l'état de santé d'Eugène Lafleur s'améliorait, bien qu'il fût trop prématuré encore pour le transporter de l'hôtel à sa demeure. Les funérailles d'Eugène Lafleur ont lieu le 2 mai suivant à la cathédrale Christ Church de Montréal. Il est par la suite inhumé au cimetière Mont-Royal d'Outremont, à Montréal,.

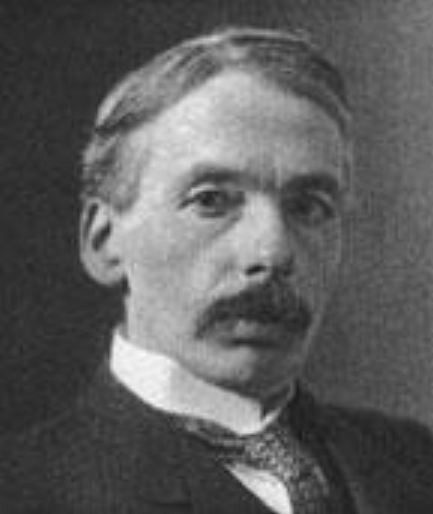
Eugène Lafleur, vers 1920.
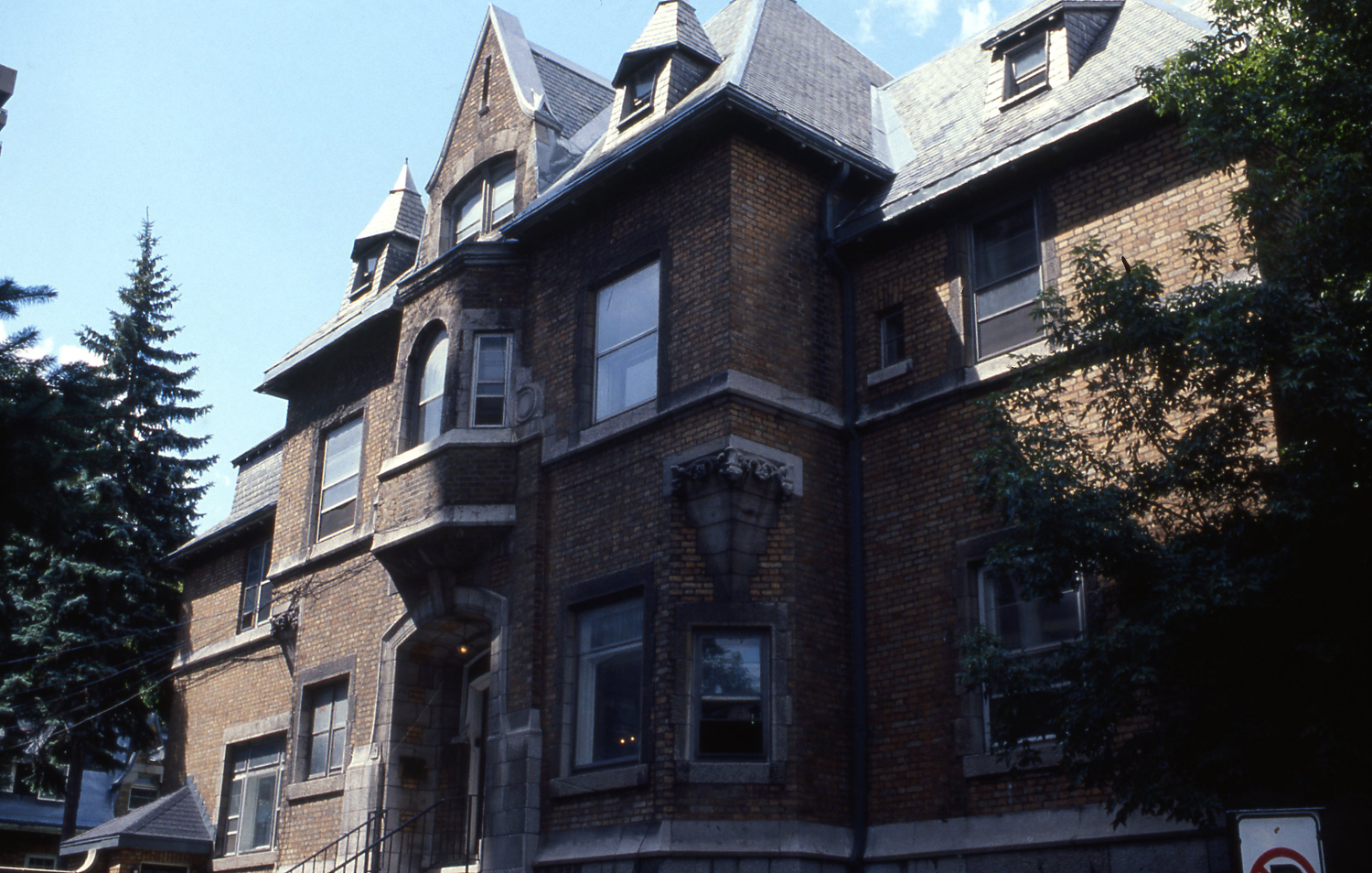
La Maison Lafleur, aujourd'hui le Centre Newman, au 3484 rue Peel, à Montréal.
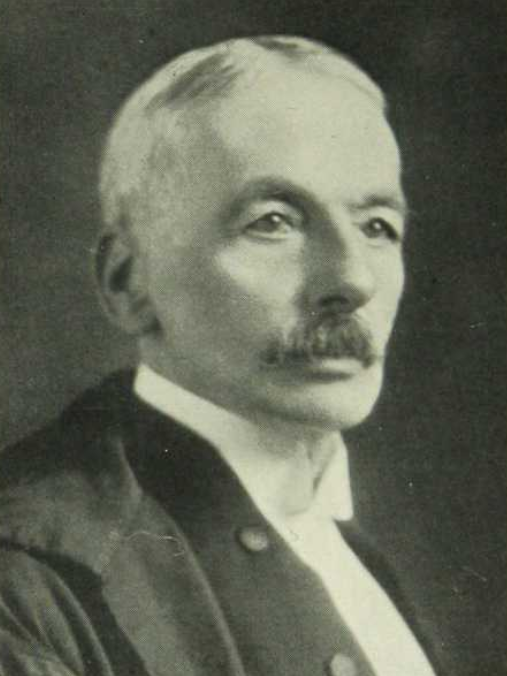
Eugène Lafleur, vers 1926.

## Hommages et distinctions

### Titre honorifique
- Conseiller de la reine[5]

### Titre de civilité
- Monsieur le bâtonnier[21]

### Doctorat honorifique
- Doctorat honoris causa en droit de l'Université McGill, octobre 1921[5].

## Hommage
- En 1934, l'artiste Sylvia Daoust, une sculptrice québécoise, reçoit une commande pour produire un buste d'Eugène Lafleur pour le compte de l'Association du Barreau canadien[37]. L’œuvre, intitulée Sir Eugène Lafleur, fait aujourd'hui partie de la collection du Musée national des beaux-arts du Québec[38]. Voir en ligne.

## Ouvrages
- Eugène Lafleur, The Conflict of Laws in the Province of Quebec, Canada, Théorêt Éditeur, 1898, 267 pages. Lire en ligne
- Eugène Lafleur, Uniformity of Laws in Canada - address delivered by Eugene Lafleur, K.C., before the Canadian Club, Ottawa, Canada, 7 décembre 1912[39].
- Eugène Lafleur, International Law and the Present War - An address delivered before the Ontario Bar Association in Toronto, on January 6th 1915, Toronto, Canada, 1915, 14 pages. Lire en ligne
- Eugène Lafleur, Address by Mr. Eugene Lafleur, K.C. on Bill 47 : an Act incorporating the United Church of Canada before the Private Bills Committee House of Commons, Québec, Gouvernement du Québec, 1924, 27 pages.

### Droit
- Avocat, Juriste
- Droit au Québec, Droit civil
- Histoire du droit au Québec, XIXe siècle en droit au Québec, XXe siècle en droit au Québec
- Luttes féministes pour l'admission des femmes au Barreau du Québec
- Système judiciaire du Québec, Loi du Québec
- Barreau du Québec, Bâtonnier du Québec
- Barreau de Montréal, Districts judiciaires du Québec
- Code civil du Bas-Canada, Code criminel du Canada